# میشل توماس
میشل توماس (به انگلیسی: Michel Thomas) (زاده ۳ فوریه ۱۹۱۴–۸ ژانویه ۲۰۰۵)، یک زبان‌شناس با استعداد، استاد زبان و یک سرباز جنگ کهنه‌کار بود. در طی جنگ جهانی دوم، او از چندین اردوگاه کار اجباری نازی‌ها جان سالم بدر برد و بعد از آن به نیروی زمینی ایالات متحده آمریکا پیوست. او سبکی از تدریس به نام «روش میشل توماس» را ابداع کرد یعنی زبان دیگری را یاد بگیرید به روشی که زبان مادریتان را یادگرفتید که به تکنیک «بدون نیاز به نوشتار و بخاطرسپردن» شهرت دارد. او در سال‌های زندگی خود به بیش از ده زبان زنده دنیا تسلط داشت و بیش از ۵۰ سال از عمر خود را صرف آموزش زبان‌های مختلف نمود. او به خاطر آموزش به افراد پولدار و بیشتر ستارگان هالیوود در یادگیری زبان‌های دیگر به شهرت رسید. ستارگانی همچون مل گیبسون، وودی آلن، سوفیا لورن، دوریس دی، اما تامپسون و باربارا استرایسند کسانی بودند که به آموزش حضوری نزد وی می‌پرداختند. او در سال ۲۰۰۴، از نیروی زمینی ایالات متحده آمریکا نشان شجاعت ستاره نقره‌ای را دریافت کرد. میشل توماس بر اثر سکته قلبی در شنبه ۸ ژانویه ۲۰۰۵ در ۹۰ سالگی درگذشت.

## زندگی
میشل توماس زاده ۳ فوریه ۱۹۱۴، در ووچ، لهستان در یک خانواده یهودی که مالک یک کارخانهٔ پارچه بودند، به دنیا آمد. او تنها پسر این خانواده بود و در سن شش سالگی برای فرار از ضد یهودیت مجبور شد به آلمان رفته و با عمه خود زندگی کند. در سال ۱۹۳۸ هنگامی که در وین زندگی می‌کرد، اتریش توسط نازی‌ها اشغال شده و او مجبور می‌شود به فرانسه بگریزد. در هنگام حمله آلمان‌ها، مدت دو سال به نیروی مقاومت فرانسه پیوست. او برای مدت‌ها در اردوگاه‌های اسیران جنگی اسیر بود و توسط گشتاپو به جهت فرارهایش شکنجه می‌شد. در این زندگی پر فراز نشیب او با زبان‌ها و فرهنگ‌های مختلفی آشنا می‌شود، به طوریکه به خاطر آموزش زبان به ارتشیان آمریکا در فرانسه، در سال ۱۹۹۴ نامزد مدال ستاره نقره‌ای می‌شود (سومین مدال شجاعت برای مبارزان) و سال ۲۰۰۴ در مراسم یادبود جنگ جهانی دوم در واشینگتن، دی.سی. این مدال به او اهدا گردید.
میشل تا سال ۱۹۸۲ برای ۳۵ سال در لس آنجلس زندگی کرد. در سال ۱۹۷۹ با آلیس برنز ازدواج کرد و آن‌ها صاحب دو فرزند شدند. اما میشل و آلیس در ۱۹۸۲ از یکدیگر جدا شده و میشل به نیویورک نقل مکان کرد.